# Faunis sumatrensis
Faunis sumatrensis är en fjärilsart som beskrevs av Brooks 1933. Faunis sumatrensis ingår i släktet Faunis och familjen praktfjärilar. Inga underarter finns listade i Catalogue of Life.